# Гальперин, Михаил Петрович
Михаил Петрович Гальперин (при рождении Моисей Пейсах-Берович Гальперин, псевдонимы — Гарри, Эмгаль, М. Галь, 12 [24] марта 1882, Киев — 3 октября 1944, Москва) — русский поэт, журналист, драматург, переводчик. Член литературно-художественного кружка «Молодая среда».

## Биография
Родился 12 марта (по старому стилю) 1882 года в Киеве, в семье житомирского мещанина, часовщика Пейсаха-Бера Мордковича Гальперина (1853 — ?) и Фейги-Ривки Иосиф-Гиршевны Гальпериной (в девичестве Бродецкой, 1855 — ?), из бердичевской мещанской семьи. Родители заключили брак в Киеве 29 ноября 1873 года.
В семнадцать лет поступил вольнослушателем в Императорский университет Святого Владимира и был принят в Киевскую консерваторию.
В 1899 году в газете «Киевское слово» впервые было напечатано его стихотворение. В Киеве работал как поэт и журналист до 1904 года. С июня 1904 по май 1905 года был военным корреспондентом ряда газет на русско-японском фронте.
Автор статей и фельетонов по вопросам литературы, музыки, театра и библиографии. Печатался как поэт и журналист в «Пятигорском эхе», «Киевских вестях», «Киевской мысли», «Журнале для всех», «Мире искусства».
1908 и 1909 годы провёл в Петербурге, работал в «Вестнике Европы», «Современном мире», «Образовании», «Шиповнике». Затем жил в Москве. Печатался в ряде литературных сборников и альманахов: «Жемчужины русской поэзии», «Вінок» (памяти Т. Г. Шевченко), «Чтец-декламатор», «Творчество» и др., в театральном еженедельнике «Кулисы», еженедельнике «Жизнь искусства».
Автор сборника стихов «Мерцания» (Книгоиздательство «Графика». М: 1912), переводов из Гёте (вошедших в собрание сочинений Гёте под редакцией А. Е. Грузинского. М: 1913).
Зная несколько европейских языков, свободно владея стихосложением, много работал над переводами. Сотрудничая с В. И. Немировичем-Данченко в период создания им музыкального театра, написал новые либретто для первых спектаклей Музыкальной студии МХТ (с 1926 года — Музыкальный театр имени народного артиста Республики Вл. И. Немировича-Данченко) — «Дочь мадам Анго» Ш. Лекока (1920) и «Перикола» Ж. Оффенбаха (1922), «Джонни» Э. Кшенека (1926, совместно с Геркеном).
Написал новые либретто оперетт «Продавец птиц» Целлера и «Великая Герцогиня Герольштейнская» Оффенбаха (1934, 1937, Московский театр оперетты), «Прекрасная Елена» (1937 г. Музыкальный театр им. Немировича-Данченко), либретто оперы «Шах-Сенем» Глиэра (1927, Театр оперы и балета им. Ахундова, Баку), новый текст музыкальной комедии «Соломенная шляпка» Эжена Лабиша и Марк-Мишеля (1927, Музыкальный театр им. Немировича-Данченко; 1938, Московский театр оперетты, 1939, Театр им. Евг. Вахтангова), оригинальное либретто оперы «Сын Солнца» Глиэра (1929, Большой театр), новые тексты опер «Лакме» Делиба (1930, Большой театр), «Бал-маскарад» Верди (Ленинградская Большая опера), либретто балета «Треуголка» Василенко и Де-Файя для Музыкального театра им. Немировича-Данченко (1935), либретто оперетты «Шестьдесят шесть» Оффенбаха (1940, Московский театр оперетты), «Девичий переполох» (1945, Ленинградский театр музыкальной комедии).

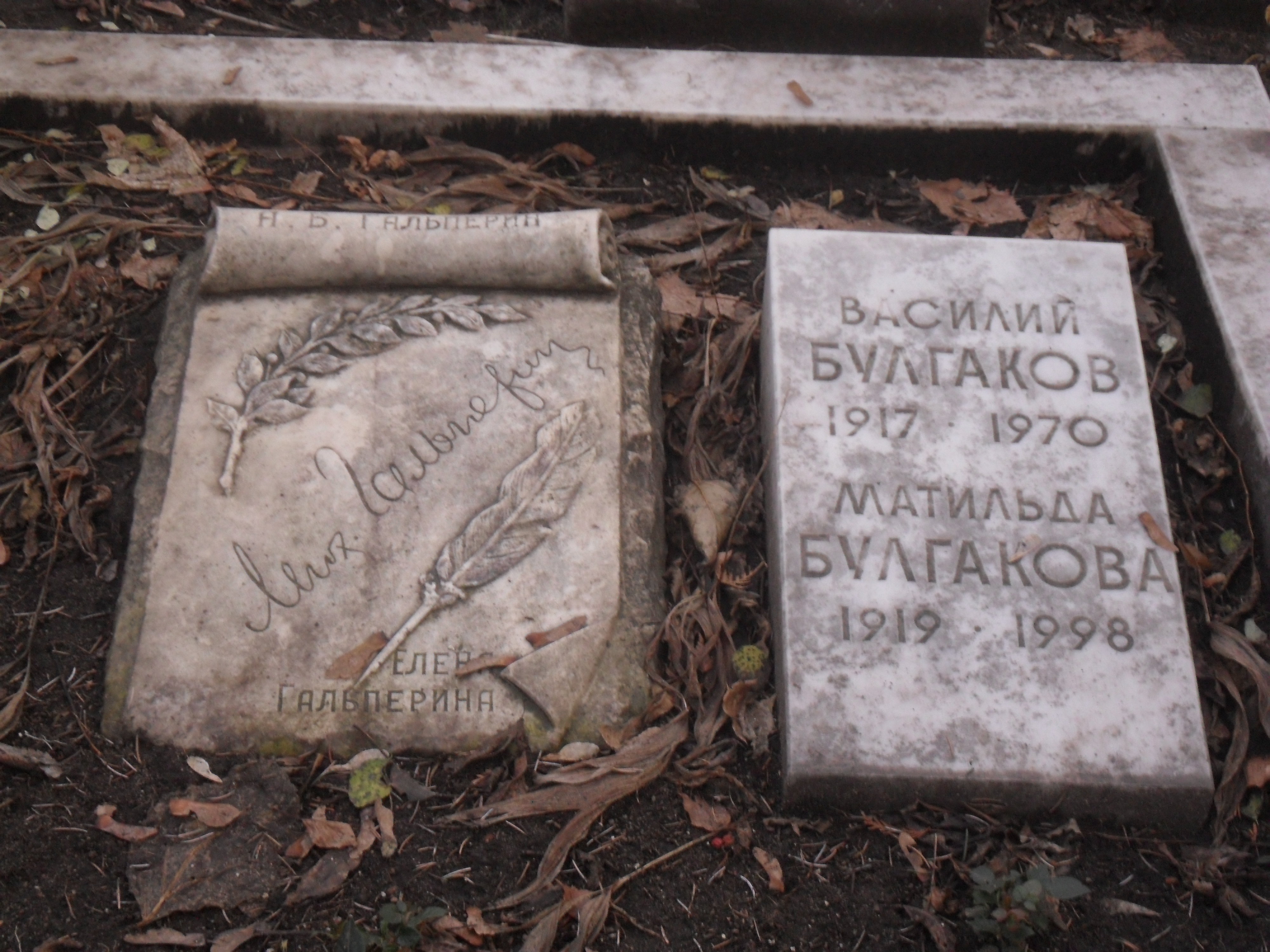
Могила Гальперина на Новодевичьем кладбище Москвы.

Для драматических театров сделал новые переводы : «Слуга двух господ» Гольдони, «Тартюф» Мольера, «Игра интересов» Бенавенте (1941, Малый театр), «Лауренсия» («Овечий источник») Лопе де Вега, «Уриэль Акоста» Гуцкова, «Копилка» Лябиша, «Два веронца» Шекспира.
Входил в Московский литературный кружок «Среда», в Московский литературно-художественный кружок, в Союз деятелей искусства АЛАТРЪ, член Союза писателей СССР.
Умер Михаил Гальперин в Москве 3 октября 1944 году. Похоронен на Новодевичьем кладбище.

## Семья
- Жена — Александра Борисовна Гальперина (1894—1956).
  - Дочь — Елена Михайловна Гальперина, драматург и поэт.
  - Дочь — Матильда Михайловна Булгакова, художник.
- Младшая сестра, Мария Петровна Улицкая, была замужем за экономистом, статистиком и демографом Я. С. Улицким; их внучка — прозаик Людмила Улицкая.